# Elsa Einstein
Elsa Einstein (Hechingen, 18 de janeiro de 1876 — Princeton, 20 de dezembro de 1936) foi a segunda esposa e prima de Albert Einstein. Suas mães eram irmãs, tornando-as primas maternas. Além disso, seus pais eram primos em primeiro grau, tornando o casal primos em segundo grau paternos também. Tinha o sobrenome "Einstein" ao nascer, mas o perdeu quando adotou o nome de seu primeiro marido, Max Löwenthal, e o recuperou, em 1919, quando se casou com seu primo Albert.

## Biografia

### Anos iniciais
Nasceu em Hechingen, em 18 de janeiro de 1876, filha de Rudolf Einstein e Fanny Einstein (nascida Koch). Tinha duas irmãs: Paula (n.1878–m.1955) e Hermine (1872–1942). Seu pai era um fabricante têxtil em sua cidade natal. Durante as visitas regulares da família até Munique, costumava brincar com seu primo Albert. Em seu dialeto suábio, ela o chamava de "Albertle". Os dois se separaram, em 1894, quando Albert deixou a Alemanha para seguir sua família para Milão, na Itália.

### Casamento
Em 1896, casou-se com o comerciante têxtil Max Löwenthal (1864–1914), de Berlim, com quem teve três filhos: as filhas Ilse (1897–1934) e Margot (1899–1986), e um filho que morreu logo após o nascimento, em 1903. A família morava em Hechingen e, em 1902, Max conseguiu um emprego em Berlim, mas sua família permaneceu na cidade. Eles se divorciaram em 11 de maio de 1908. Elsa se mudou com suas duas filhas para um apartamento acima de seus pais, em Berlim. As três voltaram a usar o nome de solteira de Elsa, Einstein, após o divórcio.

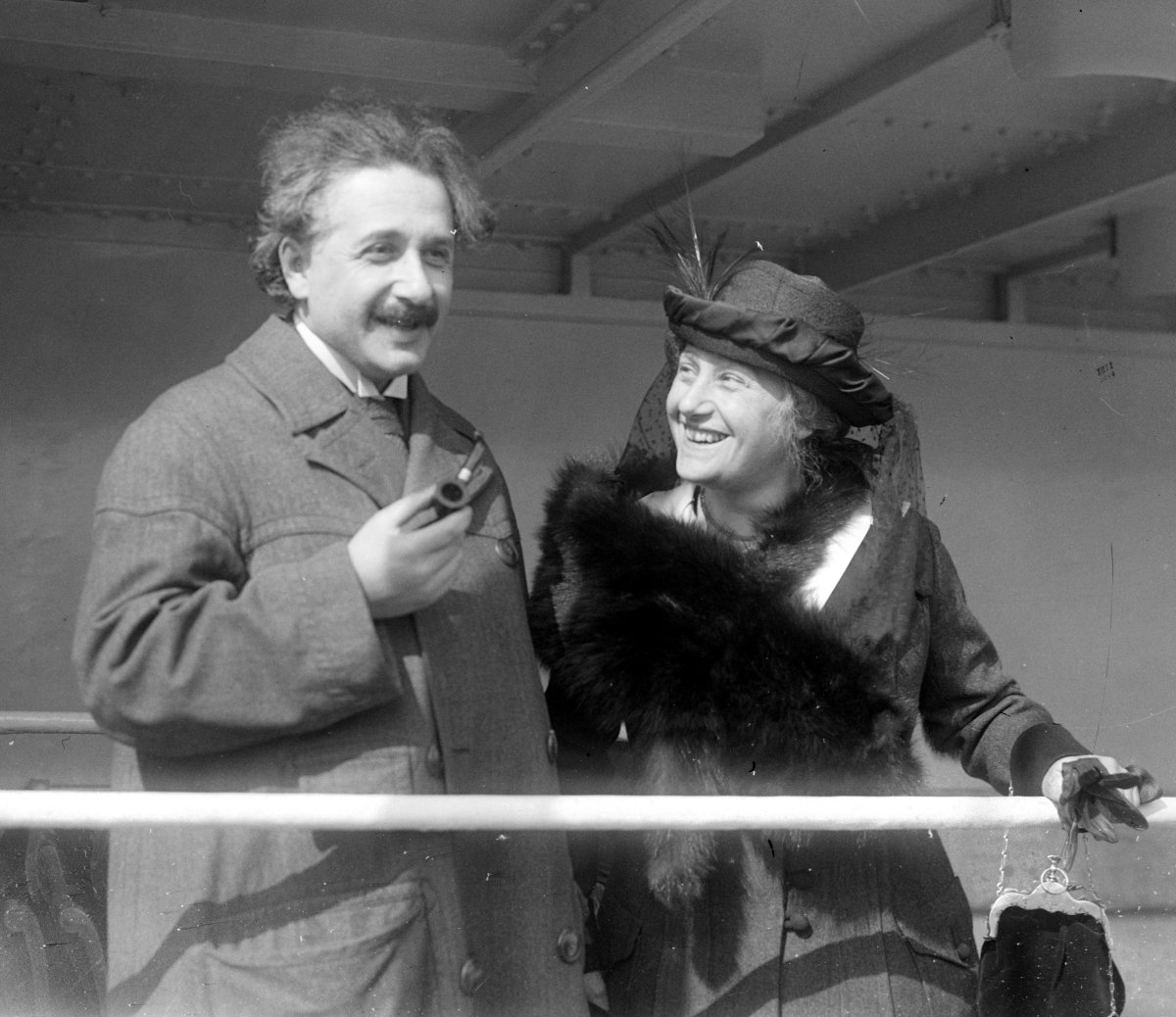
Elsa Einstein com seu marido, Albert Einstein, chegando em Nova Iorque a bordo do SS Rotterdam

Ela começou um relacionamento com seu primo, Albert Einstein, em abril de 1912, enquanto ele ainda era casado com sua primeira esposa, a física e matemática Mileva Marić. Ele se separou de Mileva, em julho de 1914 e a mandou com os dois filhos de volta para Zurique. O divórcio foi finalizado, em 10 de fevereiro de 1919. Albert e Elsa, então, se casaram três meses e meio depois, em 2 de junho de 1919.
Com as enteadas Ilse e Margot, formou-se uma família muito unida. Embora o casal não tivessem filhos, as enteadas foram criadas como filhas. Eles moravam na área de Berlim, também tendo, desde 1929, uma casa de verão em Caputh, nas proximidades de Potsdam. Ilse foi secretária de Einstein por um breve período.
Passou a maior parte de seu casamento com Albert atuando como sua guardiã, protegendo-o de visitantes indesejados e charlatães. Foi também a força motriz por trás da construção de sua casa de verão.

#### Mudança para os Estados Unidos
Em 1933, o casal imigrou para Princeton, Nova Jérsia, nos Estados Unidos. No outono de 1935, eles se mudaram para uma casa na 112 Mercer Street, comprada em agosto, mas logo depois ela desenvolveu um olho inchado e foi diagnosticada com problemas cardíacos e renais. Quando ela foi diagnosticada, Einstein decidiu dedicar grande parte de seu tempo aos estudos. No livro de Walter Isaacson, "Einstein: His Life and Universe", ele acreditava que o "trabalho intelectual extenuante e olhar para a natureza de Deus são os anjos reconciliadores, fortalecedores, mas implacavelmente rígidos, que me guiarão através de todos os problemas da vida".
Assim, Einstein tentou escapar de seus problemas concentrando-se no trabalho que o distrairia da morte dela. Morreu após uma doença dolorosa, em 20 de dezembro de 1936, em casa.